# Rajd dell’Isola d’Elba 1973
Rajd dell’Isola d’Elba 1973 (6. Rally dell’Isola d’Elba) – 6. edycja rajdu samochodowego Rajd dell’Isola d’Elba rozgrywanego we Włoszech. Rozgrywany był od 12 do 14 kwietnia 1973 roku. Była to piąta runda Rajdowych Mistrzostw Europy w roku 1973.

## Klasyfikacja rajdu
| Miejsce                      | Kierowca                     | Pilot                        | Samochód                     | Czas                         | Strata                       |                              |
| Klasyfikacja generalna i ERC | Klasyfikacja generalna i ERC | Klasyfikacja generalna i ERC | Klasyfikacja generalna i ERC | Klasyfikacja generalna i ERC | Klasyfikacja generalna i ERC | Klasyfikacja generalna i ERC |
| ---------------------------- | ---------------------------- | ---------------------------- | ---------------------------- | ---------------------------- | ---------------------------- | ---------------------------- |
| 1.                           | Achim Warmbold               | Gunnar Häggbom               | Volkswagen Käfer 1302 S      | 5:37:03                      | 0.0                          |                              |
| 2.                           | Sergio Barbasio              | Gino Macaluso                | Fiat 124 Abarth Rallye       | 5:38:39                      | +1:36                        |                              |
| 3.                           | Donatella Tominz             | Gabriella Mamolo             | Fiat 124 Abarth Spider       | 6:13:11                      | +36:08                       |                              |
| 4.                           | Orlando Dall'Ava             | Sergio Maiga                 | Lancia Fulvia 1.6 Coupé HF   | 6:14:50                      | +37:47                       |                              |
| 5.                           | Federico Ormezzano           | Enrico Cartotto              | Fiat 124 ST                  | 6:18:44                      | +41:41                       |                              |
| 6.                           | Piero Baggio                 | Cecchetto                    | Fiat 124 ST                  | 6:32:24                      | +55:21                       |                              |
| 7.                           | Sandro Munari                | Mario Mannucci               | Lancia Fulvia 1.6 Coupé HF   | 6:35:47                      | +58:44                       |                              |
| 8.                           | Giuseppe Ceccato             | Baggio                       | Fiat 124 Abarth Rallye       | 6:40:16                      | +1:03:13                     |                              |
| 9.                           | Salvatore Brai               | Roberto Dalpozzo             | Opel Ascona 1.9 SR           | 6:42:46                      | +1:05:43                     |                              |
| 10.                          | Gargini                      | Dominici                     | Lancia Fulvia 1.6 Coupé HF   | 6:57:49                      | +1:20:46                     |                              |